# 4.ª Brigada de Infantaria Leve de Montanha
A 4.ª Brigada de Infantaria Leve de Montanha (4.ª Bda Inf L Mth) é um comando do Exército Brasileiro sediado em Juiz de Fora, Minas Gerais e subordinado à 1.ª Divisão de Exército, no Rio de Janeiro. Tem organização quaternária, com o 10.°, 11.°, 12.° e 32.° batalhões de infantaria, abrangendo todas as unidades formadoras de combatentes de montanha do Exército. A especialização do 11.° nesse ambiente é a mais antiga (1992). Os demais só receberam a designação de montanha em 2019, e a brigada como um todo, em 2013. O ambiente de montanha impõe dificuldades às operações militares. A topografia brasileira é mais modesta do que a de outros países com forças especializadas nesse ambiente, mas ainda deixa possibilidades para o montanhismo militar. A brigada tem treinamento e material especializados e é identificada pela boina cinza.
O comando está em Minas Gerais desde 1919. Sua antiga denominação de “Brigada 31 de Março” era referência à sua participação no golpe de Estado de 1964, quando era conhecida como a “Infantaria Divisionária da 4.ª Divisão de Infantaria” e sediada em Belo Horizonte.

### Características brasileiras

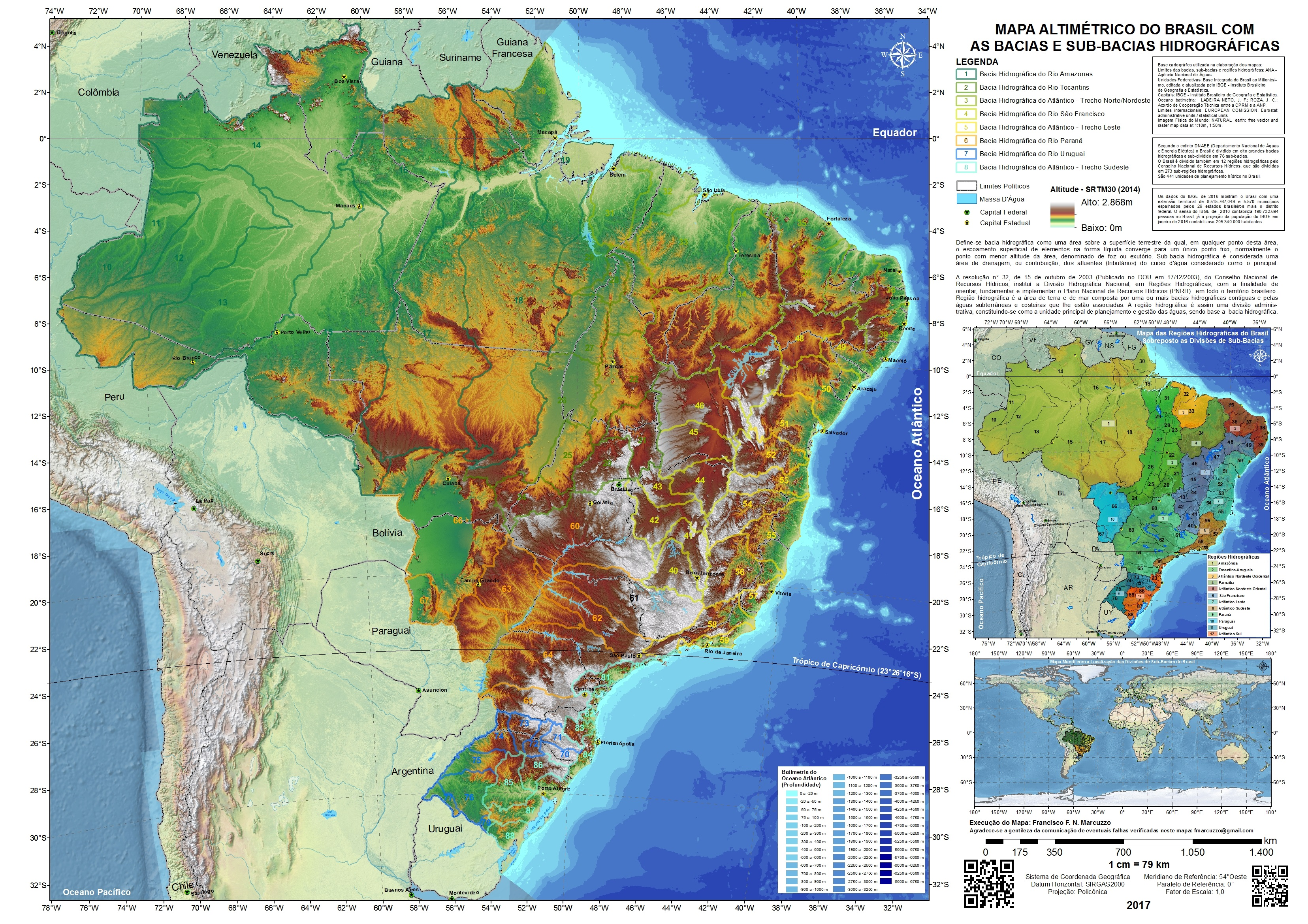
Topografia do território brasileiro

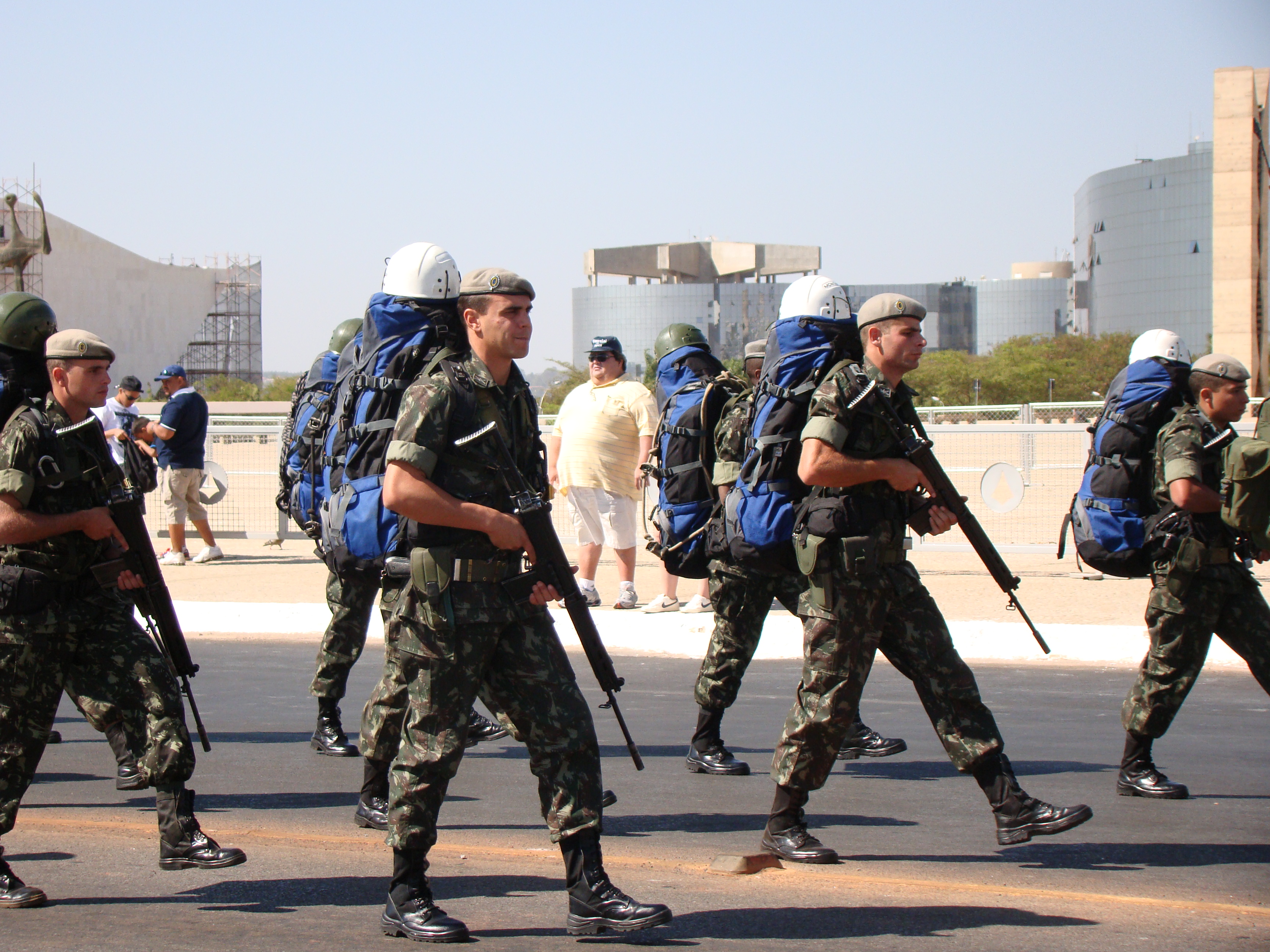
Infantaria de montanha

## História

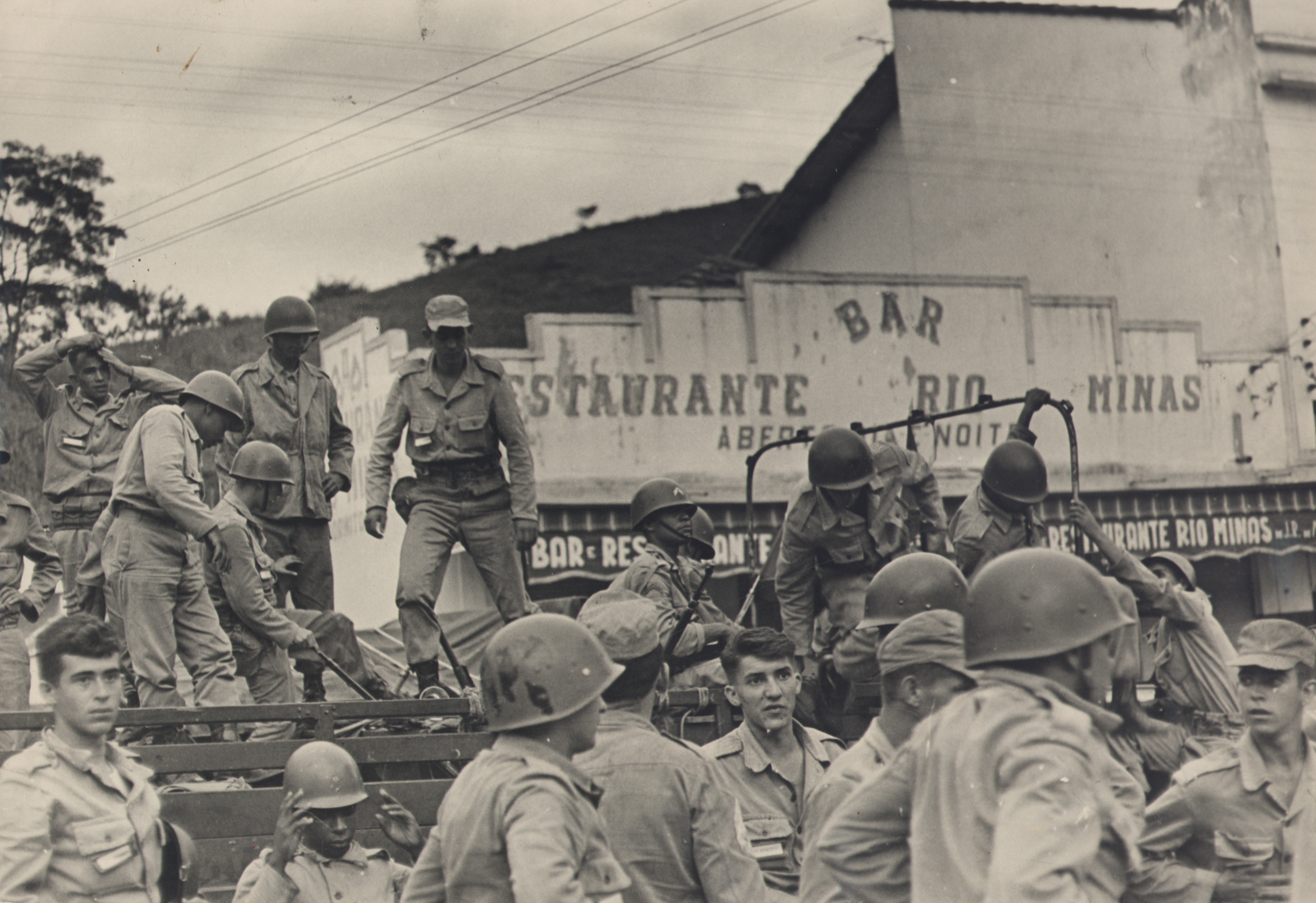
Soldados mineiros em 1964

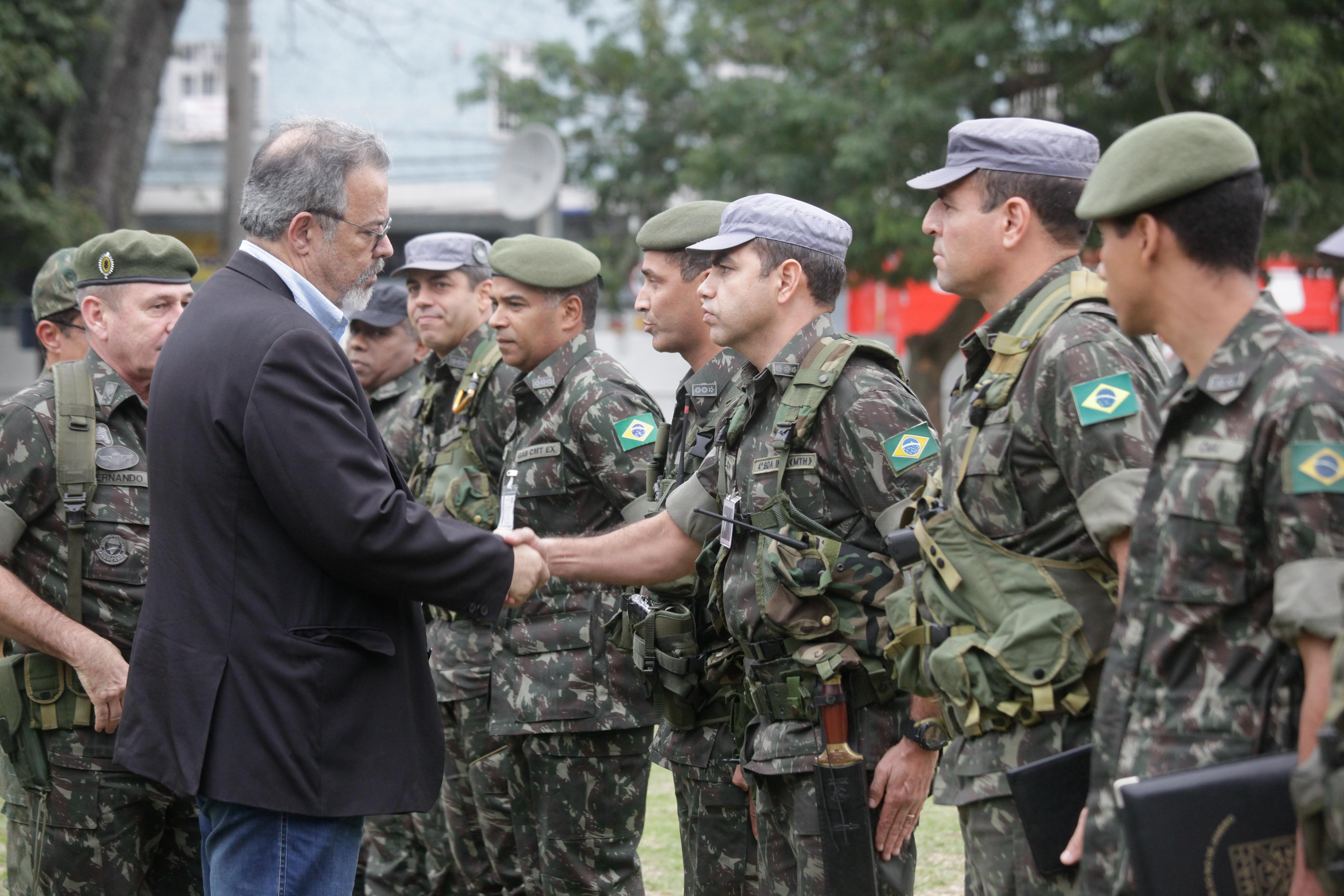
Militares da brigada no Rio de Janeiro em 2016

## Organização

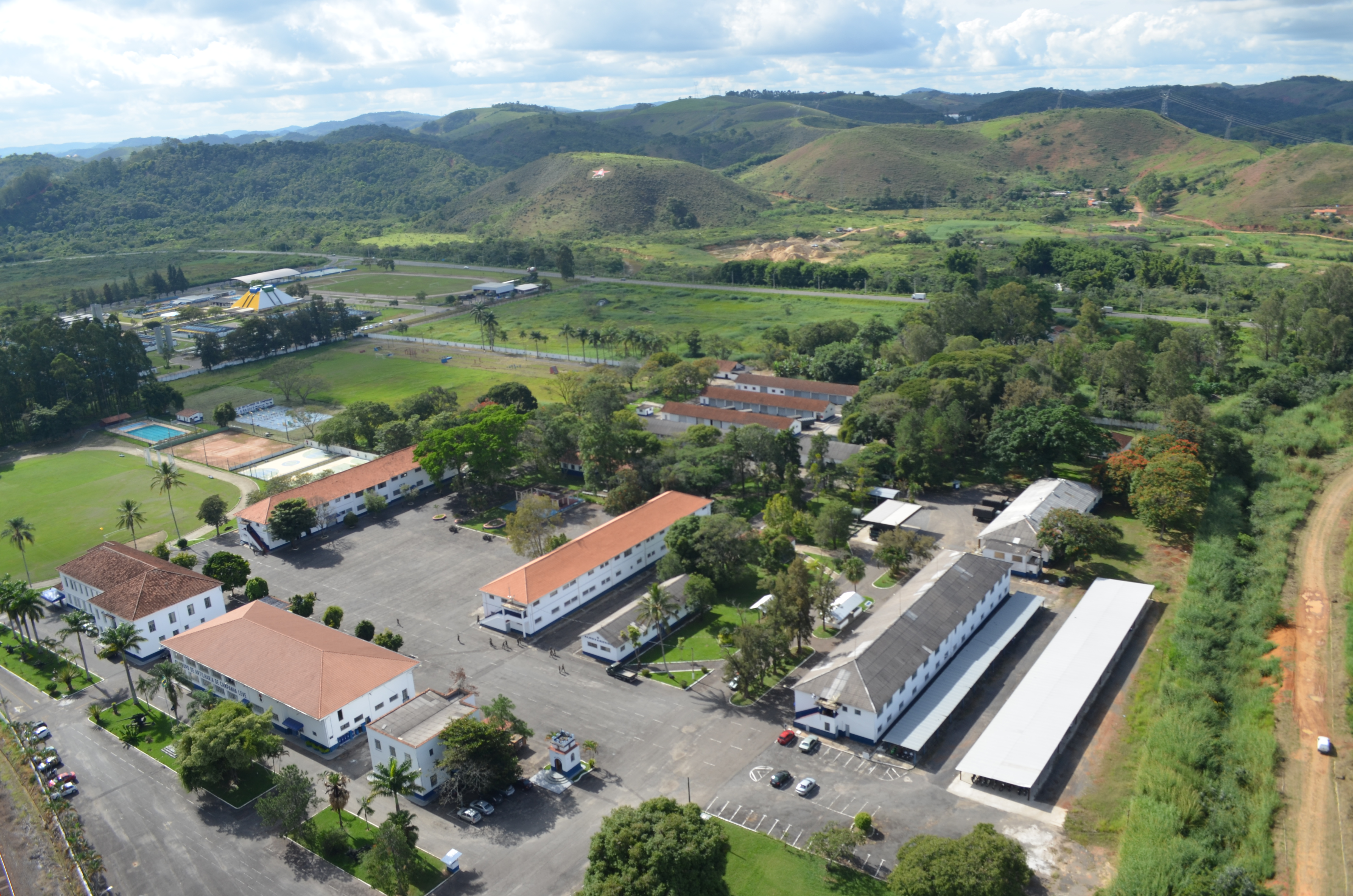
Quartel da artilharia em Juiz de Fora

## O montanhismo no Exército